# Ультракларен
Ультракларен (рос. ультракларен, англ. ultraclarain, нім. Ultrahalbglanzkohle f, Ultraclarit m) — інгредієнт (мікроінгредіент) викопного вугілля, кларен з сумарним вмістом група вітриніту і семівітриніту понад 95 %. (Ліфшиць, 1958).